# Euróbankjegyek listája
Ez a szócikk az euró bankjegyeit mutatja be.

## A bankjegyek kinézete
Ellentétben az érmékkel, az azonos névértékű bankjegyek azonos kivitelezésűek: méretük, színük, anyaguk, nyomásuk címletenként megegyezik. A bankjegyeken nincs nemzeti oldal, így csak a sorszámban elhelyezett országazonosító betűkód révén azonosítható a kiadó állam.
A bankjegyekből eredetileg 5, 10, 20, 50, 100, 200 és 500 névértékűek készültek. 2019-ben beszüntették az 500-as címlet nyomtatását arra hivatkozva, hogy a világ egyik legértékesebb bankjegyeként nagy tömegben használták illegális tranzakciókban, ezzel a 200-as lett a legnagyobb rendszeresen kibocsátott címlet. A korábban forgalomba hozott 500-asok azonban ezután is érvényesek maradtak, bár 2025-re szűkülni kezdett a beválthatóságuk.

### Az előoldal motívumai

#### Eredeti sorozat (2002)
| Kép            | Kép      | Címlet | Mérete (milliméter) | Alapszín | Alapszín     | Dizájn           | Dizájn            | Nyomdakép kódja nyomtatás  | Nyomdakép kódja nyomtatás | Nyomtatás       | Kibocsátás                                |
| Előoldal       | Hátoldal | Címlet | Mérete (milliméter) | Alapszín | Alapszín     | Képviselt stílus | képviselt korszak | Nyomdakép kódja nyomtatás  | Nyomdakép kódja nyomtatás | Nyomtatás       | Kibocsátás                                |
| -------------- | -------- | ------ | ------------------- | -------- | ------------ | ---------------- | ----------------- | -------------------------- | ------------------------- | --------------- | ----------------------------------------- |
|                |          | 5 €    | 120 × 62            |          | Szürke       | Ókori            | az 5. századig    | az ábra bal szélén         | 2002                      | 2002. január 1. |                                           |
|                |          | 10 €   | 127 × 67            |          | Piros        | Román            | 11–12. század     | a csillagban 8 óránál      | 2002                      | 2002. január 1. |                                           |
|                |          | 20 €   | 133 × 72            |          | Kék          | Gótika           | 12–14. század     | a csillagban 9 óránál      | 2002                      | 2002. január 1. |                                           |
|                |          | 50 €   | 140 × 77            |          | Narancssárga | Reneszánsz       | 15–16. század     | az ábra jobb szélén        | 2002                      | 2002. január 1. |                                           |
|                |          | 100 €  | 147 × 82            |          | Zöld         | Barokk–rokokó    | 17–18. század     | a 9 órás csillagtól jobbra | 2002                      | 2002. január 1. |                                           |
|                |          | 200 €  | 153 × 82            |          | Sárgás barna | Szecesszió       | 19–20. század     | a 7 órás csillag felett    | 2002                      | 2002. január 1. |                                           |
|                |          | 500 €  | 160 × 82            |          | Lila         | Modern           | 20–21. század     | a csillagban 9 óránál      | 2002                      | 2002. január 1. | 2019. április 26-ig, de forgalomban marad |
| 1 képpont 1 mm |          |        |                     |          |              |                  |                   |                            |                           |                 |                                           |

A bankjegyek előoldalán megtalálható az európai egység jelképeként a tizenkét csillag, az európai lobogó, a © szimbólum a szerzői jogvédelem jelzésére, az EU-15 11 hivatalos nyelve alapján az Európai Központi Bank nevének ötféle rövidítése (BCE, ECB, EZB, ΕΚΤ, EKP), a forgalomba hozatal éve, az EKB elnökének aláírása, egy kapu- vagy ablakmotívum kifejezendő Európa nyitottságát és együttműködési készségét, a nyomdagépet azonosító kód, természetszerűleg továbbá a névérték és a pénznem neve latin és görög betűkkel szedve. A 2003 novembere előtt nyomtatott bankjegyeket Willem F. Duisenberg, az EKB első elnökének aláírása hitelesíti, míg az újabban kiadottakon Jean-Claude Trichet szignója látható. Utóbbiak először 2004 áprilisának végén kerültek forgalomba. 2011 októbere óta az EKB új elnöke, Mario Draghi szignója szerepel a bankjegyeken.

#### Európé-sorozat (2013)
| Kép            | Kép      | névérték | Méret (milliméter) | Alapszín | Alapszín     | Leírás           | Leírás            | Nyomtatás | Kibocsátás           |
| Előoldal       | Hátoldal | névérték | Méret (milliméter) | Alapszín | Alapszín     | Képviselt stílus | képviselt korszak | Nyomtatás | Kibocsátás           |
| -------------- | -------- | -------- | ------------------ | -------- | ------------ | ---------------- | ----------------- | --------- | -------------------- |
|                |          | 5 €      | 120 × 62           |          | Szürke       | Ókori            | az 5. századig    | 2013      | 2013. május 2.       |
|                |          | 10 €     | 127 × 67           |          | Piros        | Román            | 11–12. század     | 2014      | 2014. szeptember 23. |
|                |          | 20 €     | 133 × 72           |          | Kék          | Gótika           | 12–14. század     | 2015      | 2015. november 25.   |
|                |          | 50 €     | 140 × 77           |          | Narancssárga | Reneszánsz       | 15–16. század     | 2016      | 2017. április 4.     |
|                |          | 100 €    | 147 × 77           |          | Zöld         | Barokk–rokokó    | 17–18. század     | 2018      | 2019. május 28.      |
|                |          | 200 €    | 153 × 77           |          | Sárga        | Szecesszió       | 19–20. század     | 2018      | 2019. május 28.      |
| 1 képpont 1 mm |          |          |                    |          |              |                  |                   |           |                      |

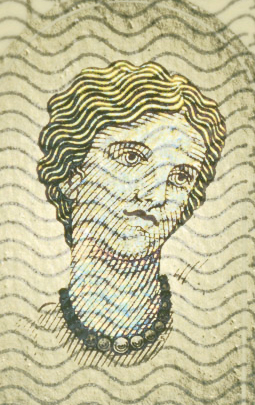
Európé képe is megjelenik az új sorozaton

A 2003 és 2013 közötti bővítés nyomán a motívumokban néhány változás vált szükségszerűvé: a 12 új ország 12 új nyelvén (köztük magyarul is) a Központi Bank 4 új rövidítéssel bővült (ЕЦБ, EKB, BĊE, EBC) – a horvát ESB rövidítés először a 2017-től forgalomba kerülő 50 euróson szerepel. Az új bankjegyeken Bulgária EU-csatlakozása miatt a pénznem neve cirill betűkkel is megjelent.

###### Európé-sorozat (2024)
2024-ben az eurobankjegyek újratervezése is szóba került, mely 2026-ban véglegesül.
Az euró 2026. január 1-ji bulgáriai bevezetése után a bankjegyeken az addigi latin és görög betűs felirat mellett már cirill betűkkel is szerepel az euro, azaz az ЕВРО felirat.

### A hátoldal motívumai
A bankjegyek hátoldalán megtalálható a tizenkét csillagos jelkép egy részlete a bal alsó sarokban, egy sorozatszám (duplán), Európa térképe, egy hídmotívum kifejezendő az Európa népei, illetve az Európa és a világ többi része közötti kommunikációt, és természetesen még a névérték és a pénznem neve latin és görög betűkkel. A földrajzi értelemben vett Európa térképén kívül az alsó szegélybe foglalt keretekben, illetve felette ábrázolva vannak az eurót használó Európán kívüli, de az anyaország közigazgatásába szervesen kapcsolódó területek is, így például Francia Guyana vagy Madeira; nincsenek ábrázolva Franciaország társult területei, illetve Grönland sem (Dánia autonóm országrésze, földrajzilag Amerika, nem használ eurót). A térkép – a síknyomás technikai korlátai miatt – az eredeti sorozat nem jeleníti meg a 400 km²-nél kisebb szigeteket, így Máltát sem.
Az Európé-sorozat 2013-tól gyártott bankjegyeken már szerepel Málta és Ciprus is.

### Stílusjegyek
Az ablak-, kapu- és hídmotívumok az európai kultúrtörténetet hét kiemelt korszaka építészeti stílusán keresztül mutatják be. Az ábrázolások inkább az egyes korszakok építészeti stílusához, mint valós épületekhez köthetőek, hogy elkerüljék az egyes országokra való asszociálást. A téma a „Korok és stílusok Európában” elnevezést kapta.

### Betűkódok
A betűkódok kiosztása az alábbi táblázatban olvasható (zárójelben a nem használatosak).
| Kibocsátó ország | Kód | Kibocsátó ország | Kód | Kibocsátó ország | Kód |
| ---------------- | --- | ---------------- | --- | ---------------- | --- |
| Ausztria         | N   | Görögország      | Y   | Németország      | X   |
| Belgium          | Z   | Hollandia        | P   | Olaszország      | S   |
| (Dánia)          | (W) | Írország         | T   | Portugália       | M   |
| Finnország       | L   | Luxemburg        | R   | Spanyolország    | V   |
| Franciaország    | U   | (Nagy-Britannia) | (J) | (Svédország)     | (K) |
| Szlovákia        | E   | Szlovénia        | H   | Málta            | F   |
| Ciprus           | G   | Észtország       | D   | Litvánia         | B   |
| Lettország       | C   | Horvátország     | ?   |                  |     |

### A bankjegyek tervezéséről
A bankjegyek rajzolatterveit Robert Kalina, az Osztrák Nemzeti Bank bankjegytervezője készítette az Európai Monetáris Intézet (az EKB elődje) 1996 februárjában kihirdetett pályázati felhívására. Pályaműve többszörös szelekción átesve 44 tervezet közül lett győztes 1996. december 3-án. A végleges tervek 1998-ra készültek el; a bankjegyek gyártása 1999 júliusában indult el. Érdekesség, hogy az eredeti pályázati kiírás szerint a hátoldalra nemzeti szimbólumokat szántak (vö. az euróérmék fejoldalával), illetve hogy a terveken már akkor is szerepelt a görög EYPΩ felirat (Görögország még nem volt EMU-tag).
Az Európé-sorozat bankjegyeit Reinhold Gerstetter tervezte, akinek nevéhez az utolsó német márka és spanyol peseta bankjegysorozatok megtervezése is fűződött.

## Az 50 eurós visszavonása
2025 tavaszán léptették életbe a 2017 előtti 50 eurós bankjegyek fokozatos kivonását. A bankjegyek nem vesztették el értéküket, de folyamatosan az újabb, jobb biztonsági elemekkel rendelkező, ezért nehezebben hamisítható bankjegyekre cserélődnek.